# خداناباوری مسیحی
بی‌خدایی مسیحی نوعی از مسیحیت است که وجود تحت اللفظی خدا را نمی پذیرد اما ممکن است ریشه در آموزه‌ها، روایات، نمادها یا جوامع مرتبط با عیسی داشته باشد.
الحاد مسیحی اشکال مختلفی دارد:
- برخی شامل یک سیستم اخلاقی هستند.
- برخی از انواع مسیحیت فرهنگی هستند.
- برخی از خداناباوران مسیحی موضعی الهیاتی دارند که در آن اعتقاد خداباورانه به خدای متعالی یا مداخله گر رد یا غایب به نفع یافتن خدا به طور کامل در جهان است (توماس جی جی آلتیزر).
- دیگران در دنیایی بی خدا از عیسی پیروی می کنند (ویلیام همیلتون).
- آتئیسم مسیحی همیلتون شبیه به عیسی مسیح است.

## اعتقادات
1. ادعای عدم واقعیت خدا در عصر ما و همچنین، دانسته‌های مربوط به خدا که بخشی از الهیات سنتی مسیحی را تشکیل می‌دهد؛
2. اصرار به مقابله با فرهنگ معاصر به عنوان یکی از کارهای ضروری دینی؛
3. درجات مختلف جدایی از کلیسا؛
4. محوریت شخص عیسی در الهیات.[۱]

بیش تر خدا ناباوران مسیحی اعتقاد دارند که خدا هیچ وقت وجود نداشته‌است. اما تعداد کمی هم هستند که به مرگ خدا به معنای واقعی اعتقاد دارند. توماس جی. جی آلتیزر از سرشناسان این دسته است. او به مرگ خدا، به عنوان یک اتفاق رستگاری بخش باور دارد.
او در کتابش، انجیل مسیحیان بی خدا می‌نویسند:
"امروزه هر کسی می‌تواند غیبت خدا را تجربه کند، اما فقط مسیحیان می دانند که او مرده است و مرگ او، اتفاقی قطعی و نهایی است. این اتفاق در تاریخ ما یک بشریت نوین و آزاد ایجاد کرده‌است."